# Endodontia
Endodontia é a especialidade da odontologia responsável pelo estudo da polpa dentária, de todo o sistema de canais radiculares e dos tecidos periapicais, bem como das doenças que os afligem. Em casos de alterações por cárie, fraturas dentárias, trauma dentário, trauma ortodôntico, lesões endo-periodontais, necessidades protéticas e outras patologias endodônticas, o tratamento endodôntico (ou o tratamento de canal) está indicado, visando a manutenção do dente na cavidade bucal, e a saúde dos tecidos periapicais.

## História
A endodontia, assim como a odontologia, foi submetida aos mais variados conceitos e filosofias que caracterizam as diversas épocas dessa evolução.
- Época do empirismo (séc I - 1910)
- Era mística (Século X).
- Era científica - Fauchard (Século XVIII).
- Anestesia Geral - Horace Wells (1844).
- Era Germicida (1891).
- Época da infecção focal (1910-1928)
- Época do ressurgimento endodôntico (1928-1936)
- Época da concretização (afirmação) da endodontia (1936-1940)
- Época da simplificação endodôntica
- Época contemporânea (endodontia atual) (1980-2011)

## Endodonto
O endodonto é representado pela: polpa, dentina, cavidade pulpar.
Justificamos tal definição, mesmo embriologicamente, pois dentina e polpa têm origem no folículo dental, enquanto o cemento e o espaço periodontal se diferenciam a partir do saco embrionário (dental), em torno dos quais desenvolvem a parede e osso alveolar.

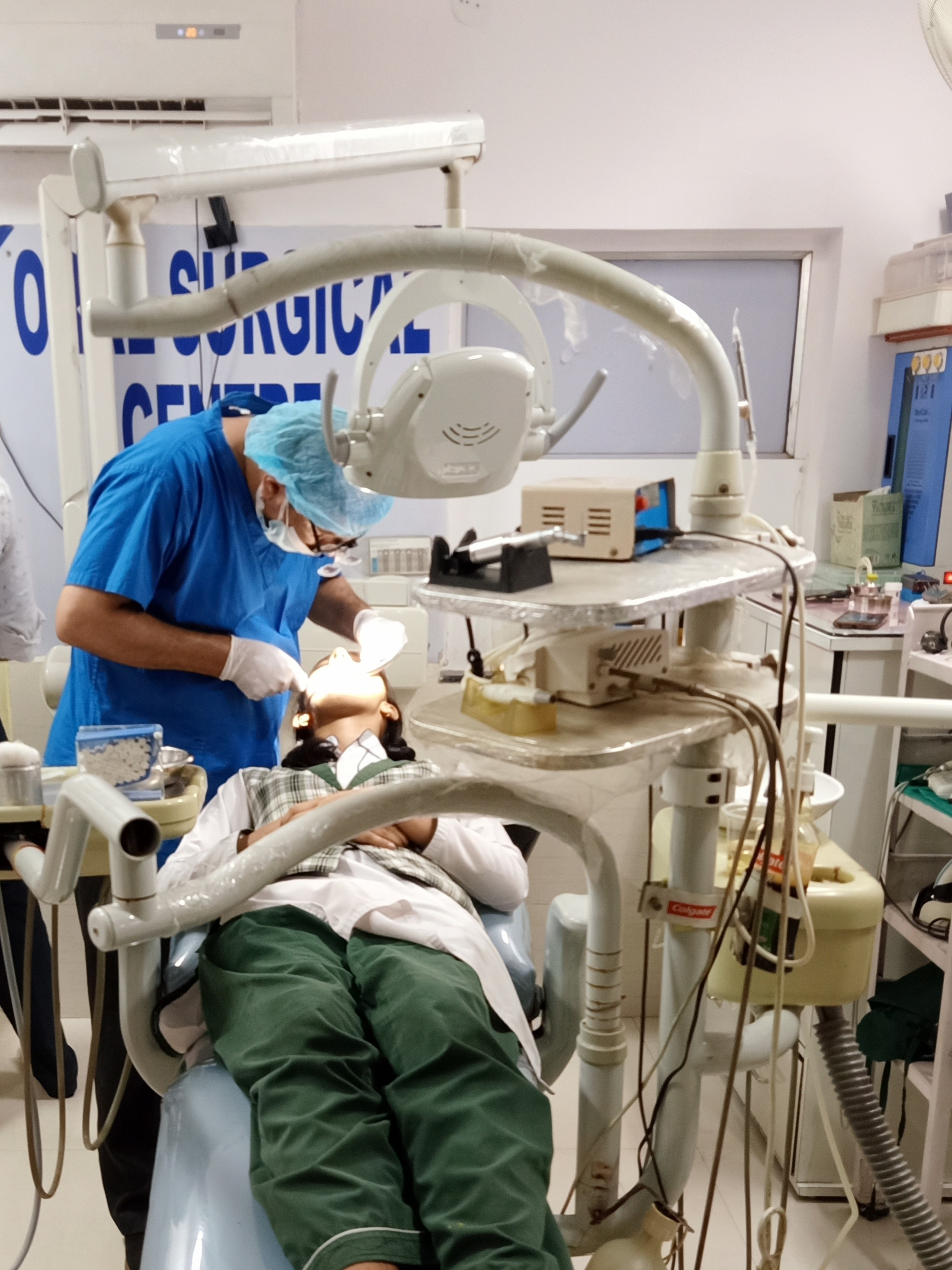
O dentista realizando o processo de tratamento do canal radicular

Assim sendo, dentina e polpa são considerados como aspectos diferentes de um mesmo tecido que mantêm entre si íntima relação histológica, fisiológica, histopatológica e fisiopatológica caracterizando o chamado complexo polpa dentina.

### Cavidade pulpar
A cavidade pulpar é o espaço presente internamente no dente, limitado em toda sua extensão por dentina, exceto ao nível do forame ou foraminas, ou forames apicais. Tem forma aproximada do exterior do dente, não apresentando a mesma regularidade, por possuir saliências, reentrâncias e fendas, consequentes da deposição de dentina reacional ou secundária.

### Polpa

Esboço extremamente simplificado das etapas de um tratamento endodôntico

A polpa dentária é um tecido conjuntivo especializado, localizado no interior do dente, que está interligada de tal modo com o tecido duro que a enclausura (a dentina) que é comum os especialistas a designarem de complexo dentina-polpa. Ela é constituída por um tecido colaginoso frouxo; que embebe artérias, veias, nervos, células de defesa, fibroblastos, odontoblastos e células desdiferenciadas, e sua função primordial é tornar o órgão dentário reativo a estímulos (como agressões e mudanças de temperatura).
No corpo humano não existe a condição de isolamento de nenhum dos tecidos do corpo. A polpa radicular se é coberta por uma camada denominada cemento, que é sustentada e liga através do forame apical, dos túbulos dentinários e canais laterais  interligada ao  Periodonto de sustentação, que são as estruturas que  mantém o dente no seu alvéolo, dentre as quais, relaciona-se diretamente com o ligamento periodontal e o osso alveolar.

#### A inflamação e o processo de necrose pulpar
A inflamação é um processo biológico de resposta à estímulos agressores, que busca a sua eliminação e o reparo das estruturas submetidas. Suas características são evidenciadas tanto micro quando macroscopicamente.
Microscopicamente o dano celular ativa substâncias e que exercem função de intermediar, junto ao organismo, a presença de um dano, um corpo estranho ou uma substância estranha: são os mediadores químicos da inflamação. Esse é um processo muito complexo que envolve os leucócitos e sua capacidade de morfogênese e de migração para o local do estímulo inflamatório.
Macroscopicamente temos o aspecto vascular, em que há vasodilatação (aumento do diâmetro dos vasos sanguíneos), hiperemia (aumento no afluxo sanguíneo),e aumento da permeabilidade vascular. Em decorrência (porém simultâneo) a esta, existe um aspecto exsudativo, que consiste no edema (inchaço), o exsudato purulento (o pus) e desorganização das fibras colágenas.
Na Polpa, todos estes processos estão localizados em um ambiente muito restrito e sem elasticidade, constituído pelo esmalte, dentina e cemento, causando dor de caráter agudo ao portador devido à compressão do tecido nervoso causada pelo edema e pela característica não-elástica do tecido circunvizinho. Deste modo os distúrbios de aspecto vascular, principalmente a hiperemia e edema, causam uma dificuldade na oxigenação no tecido pulpar principalmente por dificultar o retorno venoso levando a morte do tecido pulpar por hipóxia (diminuição de oxigênio no sangue).

#### Patologias decorrentes da mortificação pulpar
A proporção em que a reação inflamatória progride, a lesão que era essencialmente dentária passa também para a região circunvizinha ao dente, e o exsudato vai sendo colecionado num abscesso periapical.  A partir daí têm-se muitas possibilidades:
- O abscesso pode perpetuar-se lentamente frente a estímulos de baixa intensidade e se transformar numa lesão crônica como o cisto radicular.
- A lesão poderá evoluir rapidamente de maneira a perfundir os tecidos duros até as fáscias, gerando transtornos mais sérios como o abscesso subperiósteo, empiema maxilar, linfadenopatia, celulite, septicemia e até mesmo a angina de Ludwig, que pode ser fatal se não tratada adequadamente.

Em alguns casos, em que o operador ao realizar o tratamento de canal não fizer a desinfecção gradual do mesmo. Pode ocorrer um fenômeno denominado:"flare up" ou abcesso "fênix" que consiste na agudização de um abcesso crônico. Isso não é incomum de ocorrer e provoca grande desconforto para os pacientes entre as seções endodônticas.

## Região apical e periapical
Enquanto a região apical e periapical é constituída pelos tecidos de sustentação do dente, que incluem e contornam o ápice radicular e que são:
- Limite CDC
- Canal cementário
- Coto pulpar
- Cemento
- Forame
- Membrana periodontal
- Parede e osso alveolar

## Tratamento endodôntico
O tratamento endodôntico consiste em variadas manobras técnicas que visam restabelecer a normalidade dos tecidos dentais, ou pelo menos manter a estrutura dura em seu alvéolo sem presença de inflamação ou infecção. Por isso, o tratamento de Canal é apenas uma parte deste, em  que baseia-se em remover todo o tecido, vivo ou não, da câmara pulpar e do sistema de canais radiculares presente nas raízes selando-os em seguida.
Os avanços tecnológicos na Odontologia, a atualização das técnicas de procedimentos e fazendo uso dos mais potentes e eficazes anestésicos, fazer um tratamento endodôntico, do ponto de vista do paciente, tornou-se uma prática completamente indolor.
Dentre as manobras podemos destacar, em ordem de complexidade, o tratamento expectante, a curetagem pulpar, a pulpotomia, a pulpectomia e o tratamento cirúrgico (cirurgia parendodônticas).

### Tratamento expectante
É a  manobra mais conservadora do tratamento endodôntico, em que consiste sempre na remoção do tecido cariado, a proteção do complexo dentina-polpa, e o selamento provisório da cavidade.
Vários são o materiais que podem ser utilizados pelo cirurgião-dentista o mais indicado é o Hidróxido de Cálcio P.A, mas é de consenso geral que, o mais importante é preservar a estrutura biológica do estímulo que vem gerando a alteração pulpar.

### Curetagem pulpar
Consiste na remoção superficial da polpa coronária, que eventualmente tenha sido exposta durante o tratamento conservador, potencialmente contaminado por microrganismos do meio bucal.

### Pulpotomia
A pulpotomia é a remoção da polpa presente na câmara pulpar. Neste caso preserva-se o tecido pulpar que está nos condutos radiculares (canais).  Devido a isso, a pulpotomia está indicada somente em casos que a lesão inflamatória restringe-se a uma pequena porção da polpa coronária. Em crianças é onde se encontram os maiores índices de sucessos neste tratamento, devido ao fato do tecido pulpar  não estar completamente amadurecido. Existe uma grande índice de insucessos na pulpotomia, tais como mortificação pulpar ou formação de cálculos pulpares, o que restringe a técnica mais a dentes jovens.
A pulpotomia está indicada principalmente, na Odontopediatria

### Pulpectomia
É o tratamento de canal comumente conhecido. Consiste em despolpar totalmente o dente; higienizar as paredes internas e a luz dos canais; modelar e selar, de modo o mais hermético possível, o sistema de canais radiculares com gupercha (derivado de resina vegetal).
A pulpectomia é considerada um procedimento complexo, onde tamanho do campo operatório, o comprimento do dente, a anatomia do sistema de canais radiculares e a fadiga dos instrumentos de corte contribuem para as dificuldades técnicas deste procedimento.

### Tratamento Cirúrgico
- Cirurgia endodôntica

O tratamento cirúrgico está indicado em casos de falhas anteriores no tratamento endodôntico, em perfurações acidentais, presença de lesões refratárias (não respondem ao tratamento endodôntico convencional), em alguns casos de fratura de instrumentos e a presença de próteses extensas que do ponto de vista estético e funcional estejam satisfatórias.

## Modus operandi

### Tratamento do canal radicular
O diagnóstico é a primeira etapa do tratamento. Durante o tratamento endodôntico, pode ser necessária a remoção de toda a polpa do dente (pulpectomia) ou, nos casos em que já houve a necrose da polpa, a remoção dos remanescentes contaminados da polpa (penetração desinfetante). É realizada a abertura do dente, com o uso de brocas apropriadas, para o acesso ao canal. Em seguida inicia-se o preparo do canal radicular, removendo dentina contaminada do interior do canal e utilizando concomitantemente soluções para irrigação e descontaminação. Os instrumentos que preparam o canal devem penetrar no interior da raiz até aproximadamente 1mm aquém do final da raiz, visto que o canal dentinário termina nessa região e o canal cementário começa a partir desse limite. Esses instrumentos endodônticos podem ser manuais (aço inoxidável) ou automatizados (compostos de uma liga metálica de níquel-titânio "NiTi"), acionados a motor elétrico. Nos casos em que ocorreu da polpa dentária, é necessário o emprego de uma medicação diretamente no canal radicular, composta de hidróxido de cálcio, que permanece no dente por pelo menos 2 semanas antes de ser removido. A última etapa do tratamento é o preenchimento (obturação) do canal, seguido da restauração do dente.

## Endodontista
É o nome que se dá ao profissional pós-graduado em endodontia. O curso varia de 12 a 24 meses. Os cursos de atualização não garantem o título ao dentista. Hoje é segunda especialidade na área de odontologia com o maior número de profissionais. 